# 雷霆·羅斯
雷霆·羅斯將軍（英語：Thunderbolt Ross）是由漫威漫畫創作的一個虛構超級反派，是浩克的最大死敵。羅斯是美軍的四星上將，亦是貝蒂·羅斯的父親。
在2009年，雷霆·羅斯被列為IGN第71名最偉大的漫畫反派。

## 人物
撒迪厄斯·E·「雷霆」·羅斯在年輕時就已經從軍，並因為帶領部隊行動時有如雷霆般迅速猛烈，因而得到了「雷霆」的綽號。
羅斯因為戰功彪炳而在軍隊中迅速地晉升，最後在升任空軍上將後被調派至新墨西哥州的一處軍事基地，並在該基地擔任指揮官，開始研究上級交付的任務：伽瑪炸彈的開發，並在此認識了該項目的實際負責人布魯斯·班納博士。體格威武的羅斯其實很看不起沉默瘦弱的班納，尤其是在他的女兒貝蒂開始與班納交往後。
在伽瑪炸彈的試爆實驗中發生事故，導致班納化身為浩克而失控，羅斯便將捕捉浩克當成畢生的志願，並運用自己的權力四處調兵來圍剿浩克，但每次都在浩克的反擊下挫敗。
在女兒貝蒂遭到謀殺後，羅斯為了向兇手惡煞報仇而暗中使用了伽瑪射線，因此導致他化身為紅浩克，但在復仇後無法控制內心瘋狂慾望的情況下，狂妄的紅浩克竟然向世界上所有的超級英雄宣戰並一一將他們擊敗，最後浩克挺身而出將其擊敗。領悟到自己犯下大錯後，羅斯在美國隊長的勸說下加入了復仇者聯盟，誓要以紅浩克的力量來彌補自己犯下的過錯。

## 其他媒體

### 電影
- 《綠巨人浩克》（2003年），雷霆·羅斯由山姆·埃利奧特飾演。

- 漫威電影宇宙：由威廉·赫特飾演雷霆·羅斯（英语：Thaddeus E. "Thunderbolt" Ross）將軍。2022年3月，赫特因前列腺癌的併發症去世，雷霆·羅斯將軍改由哈里遜·福特接演[2]。
  - 《無敵浩克》（2008年）[3]：羅斯企圖捕捉布魯斯·班納，並想利用其身體進行「超級士兵」計畫。
  - 《美國隊長3：英雄內戰》（2016年）[4][5][6]：羅斯任美國國務卿，提議復仇者簽署蘇科維亞協定。
  - 《復仇者聯盟3：無限之戰》（2018年）：出現於一段與詹姆士·羅德交談的全息投影。
  - 《復仇者聯盟：終局之戰》（2019年）：出現於東尼·史塔克的喪禮。
  - 《黑寡婦》（2021年）：負責捉捕娜塔莎·羅曼諾芙。
  - 《美國隊長：無畏新世界》（2025年）：羅斯當選美國總統。當得知自己因心臟衰竭而瀕臨死亡後，羅斯委託森繆·史當斯（英语：Leader (character)）為他研發藥物，但他不知道史當斯在藥物中注入了伽瑪輻射，讓他在發布會上失控變成紅浩克。

### 電視
- 漫威電影宇宙
  - 《無限可能：假如…？》第一季（2021年）：由麥可·麥吉爾（英语：Mike McGill）聲演雷霆·羅斯。
  - 《蜘蛛人：你的友好鄰居》第一季（2025年）：由崔維斯·威靈漢聲演另一宇宙的雷霆·羅斯的變體。

### 遊戲
- 《MARVEL未來之戰》：手機遊戲，紅浩克是玩家可使用角色之一。